# Фізичний факультет Львівського національного університету імені Івана Франка
Фізичний факультет Львівського національного університету імені Івана Франка створений 1953 року після поділу фізико-математичного факультету університету. У 2003 році зі складу факультету виділено факультет електроніки. Станом на 2016 рік на фізичному факультеті діють шість кафедр: астрофізики, експериментальної фізики, загальної фізики, фізики металів, фізики твердого тіла, теоретичної фізики.

## Історія
Вивчення фізики у Львівському університеті відбувалося від початку його заснування у 1661 році. Початково вона становила частину курсу філософії за Аристотелем. Вже 1668 року знаходимо рукопис авторів Львівського Єзуїтського колегіуму «Physica, sive scientia naturalis disputationibus illustrata in Leopoliensi S. I. collegio».
Кафедру фізики було створено 1784 року після відкриття у Львові світського університету, відомого як Йосифінський (за іменем австрійського імператора Йосифа II). Її очолив Іґнацій Мартинович (Ignác Martinovics), який був також першим деканом філософського факультету. Мартинович проводив дослідження з фізики та хімії, написав низку статей, дисертацій, а також двотомний підручник з фізики «Praelectiones Physica Experimentalis». Після Мартиновича кафедру фізики очолювали Антон Ґлойснер (Anton Gloisner), Авґуст Кунцек (August Kunzek), Александер Завадський (Aleksander Zawadzki), Віктор П'єрре (Viktor Pierre), Войцех Урбанський (Wojciech Urbański) та Алоїс Гандль (Alois Handl).

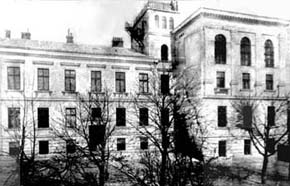
Навчальний корпус фізичного факультету, вул. Кирила і Мефодія 8а, (фото 1897 рік)

На початку 70-х років XIX століття кафедру фізики було поділено на дві: експериментальної фізики, яку очолив Томаш Станецький (Tomasz Stanecki), та математичної (теоретичної) фізики, яку почав читати Оскар Фабіан (Oskar Fabian). Подальші експериментальні дослідження пов'язані з іменами Іґнація Тшаски Закшевського (Ignacy Trzaska Zakrzewski), Романа Неґруша (Roman Negrusz) та Станіслава Лорії (Stanisław Loria). Кафедру теоретичної фізики протягом 13 років очолював видатний фізик Маріан Смолуховський (Marian Smoluchowski), а його наступниками були Константи Закшевський (Konstanty Zakrzewski), Станіслав Лорія, Щепан Щеньовський (Szczepan Szczeniowski) та Войцех Рубінович (Wojciech Rubinowicz). У 1930-х роках тут працював Леопольд Інфельд (Leopold Infeld), а також перший повоєнний завідувач кафедри теоретичної фізики Василь Міліянчук.
Фізичний, як окремий факультет, створено 1953 року після поділу фізико-математичного факультету університету. Він об'єднав 4 кафедри: теоретичної фізики, експериментальної фізики, загальної фізики та вищої математики. Пізніше відкрито кафедри фізики твердого тіла, рентгенометалофізики, фізики напівпровідників і діелектриків, теорії твердого тіла, радіофізики, нелінійної оптики, радіоелектронного матеріалознавства, фізики конденсованого стану, астрофізики, електроніки, біомедичної і фізичної електроніки.
У 1961 році на факультеті засновано дві проблемні лабораторії, які 1962 р. об'єднано у Проблемну НДЛ росту та дослідження фізичних властивостей кристалів. Наукові здобутки факультету сприяли відкриттю у Львові Інституту фізики конденсованих систем НАН України, Інституту фізичної оптики при Міністерстві освіти і науки України, Інституту прикладної фізики.
У 2003 році на базі частини кафедр фізичного факультету було утворено новий факультет електроніки.

## Сучасність

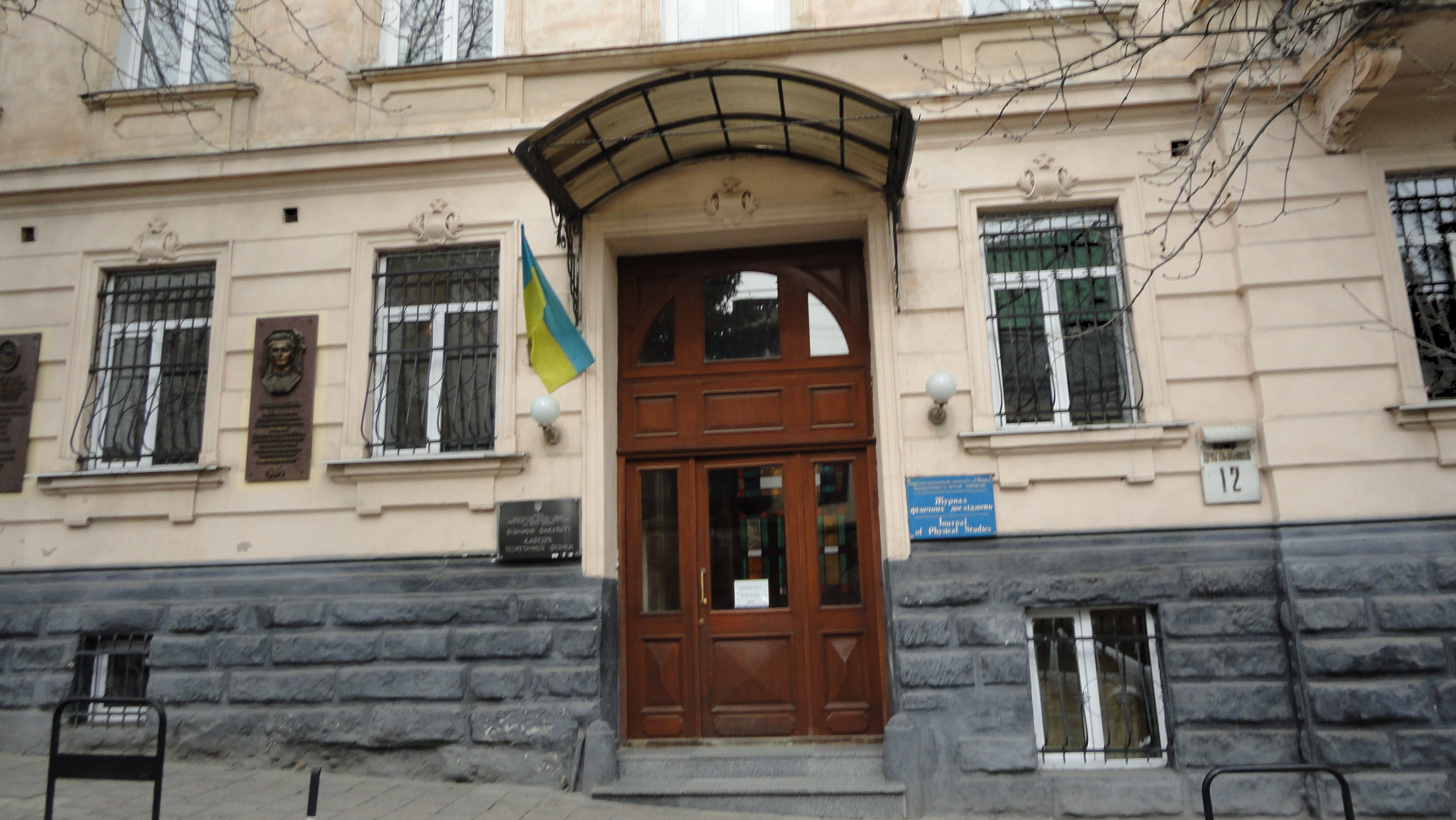
Одна з будівель фізичного факультету, що розташована на вул. Драгоманова, 12

Сьогодні на факультеті є шість кафедр: теоретичної фізики, експериментальної фізики, фізики металів, фізики твердого тіла, загальної фізики та астрофізики. Факультет очолювали: професор А. Глауберман (1953–57), доценти М. Сеньків (1957–71), М. Романюк (1971–74), В. Вишневський (1974–77), А. Крочук (1977–90), професори Л. Іванків (1990–95), Й. Стахіра (1995—2002), П. Якібчук (з 2003).
Фізичний факультет готує фахівців за денною формою навчання; 1953–66 рр. діяла заочна, 1959–79 рр. вечірня форми навчання. У перші роки на факультеті була лише спеціальність «фізика», з 1964 р. готували студентів за спеціальністю «радіофізика і електроніка», а згодом — «оптичні прилади та спектроскопія» і «прикладна фізика»; нині — зі спеціальностей: «фізика», «астрономія», «фізика конденсованого стану», «прикладна фізика». З 1998 р. факультет перейшов на багатоступеневу систему підготовки фахівців, 2002 відбувся перший випуск бакалаврів, 2003 — спеціалістів і магістрів.  Випускники факультету успішно працюють на виробництві, у науково-дослідних установах і ВНЗ.
Фізичний факультет готує кадри вищої кваліфікації через аспірантуру і докторантуру. При факультеті є спеціалізована вчена рада: у різні роки її очолювали А. Глауберман, М. Сеньків, І. Юхновський, Я. Дутчак, М. Романюк, О. Лискович, Л. Іванків, А. Крочук, І. Вакарчук; ученими секретарями ради були: О. Музичук, М. Романюк, М. Клим, І. Половинко, А. Носенко, Л. Блажиєвський, Б. Павлик. На раді захищають дисертації за такими спеціальностями: теоретична фізика, фізика напівпровідників і діелектриків, фізика металів.
Серед випускників факультету є відомі академіки і член-кореспонденти, керівники ВНЗ і наукових установ, зокрема, І. Юхновський, Ю. Фрадкин, М. Бродин, І. Вакарчук, І. Стасюк, 3. Назарчук, М. Головко, Ю. Рудавський, М. Ваків та ін. Державними преміями нагороджено Я.Дутчака, В. Прохоренка (1983), Р. Луціва, Є. Лєвіна (1984), М. Пашковського, В. Савицького (1986), І. Вакарчука (2000), Й. Стахіру (2001).
Науковці факультету проводять дослідження на сучасній експериментальній апаратурі в лабораторіях кафедр, у міжфакультетській науково-навчальній лабораторії рентгеноструктурного аналізу, у якій функціонує сучасний рентгенівський дифрактометр STOE STADI MP, науково-навчальному центрі низькотемпературних досліджень «Фрактал», а також співпрацюють з Астрономічною обсерваторією Університету.
Факультет має зв'язки з провідними університетами і науковими установами в Україні та за кордоном, зокрема: Головною астрономічною обсерваторією НАН України (м. Київ), Інститутом фізики конденсованих систем НАН України (м. Львів), Академією Яна Длуґоша (м. Ченстохова, Польща), Оксфордським університетом (Велика Британія), Інститутом високих тисків Польської АН (м. Варшава, Польща), Інститутом астрономії Віденського університету (Австрія), Центром астрономії імені М. Коперника Польської АН (м. Торунь, Польща), Вроцлавським університетом (Польща), Університетом Зєльоної Ґури (Польща), Вільним університетом Брюсселя (Бельгія), Університетом Ґраца (Австрія), Ряшівським університетом (Польща), Яґеллонським університетом (м. Краків, Польща), Інститутом металургії та матеріалознавства (м. Краків, Польща), Технічним університетом м. Хемніц (Німеччина), Університетом м. Метц (Франція), Інститутом фізики металів Словацької АН (м. Братислава, Словаччина), Університетом Яна Коменського (м. Братислава, Словаччина), Інститутом фізики Польської АН (м. Варшава, Польща). Студенти факультету проходять практику як в українських установах-партнерах, так і в іноземних, зокрема, у Польщі.

## Кафедри
Сучасний факультет складається з 6 кафедр:

### Кафедра астрофізики
Кафедра астрофізики фізичного факультету Львівського Національного університету імені Івана Франка відновлена у 1996 році. Однак історично своїм корінням вона сягає другої половини 19 століття, коли Міністерство у справах освіти Австро-угорської монархії, до якої у той час належав Львів, дозволило відкрити у Львівському університеті кафедру астрономії і затвердило доктора В.Ляску першим її завідувачем. З 1900 року по 1930 рік кафедрою завідував всесвітньо відомий астроном — професор М.Ернст.
XX століття ознаменувалось надзвичайно бурхливим розвитком фізики в цілому і астрофізики зокрема. Внаслідок цього астрономічна картина світу збагатилась новими, незвичайними уявленнями, наприклад, про чотиривимірний простір-час, про грандіозні масштаби нашого Всесвіту та історію його розвитку, про існування мільйонів галактик і незвичайних астрофізичних об'єктів, таких, як чорні діри і квазари. Значно змінилась технологічна база астрономії, яка стала всехвильовою. Тепер астрономічні дослідження проводяться з використанням не тільки наземних оптичних, але й підземних, підводних, космічних, радіо-, інфра-, ультра-, рентгенівських-, гама-, нейтринних- телескопів відповідно, з використанням найсучаснішої комп'ютерної техніки і новітніх технологій. Часово-просторові та енергетичні діапазони фізичних умов, в яких знаходяться астрофізичні об'єкти, не можуть бути відтворені в земних лабораторних умовах, тому астрофізичні дослідження відіграють виключну роль в розвитку сучасної фундаментальної фізики.
На кафедрі відкрито аспірантуру за спеціальністю 01.03.02 — «астрофізика і радіоастрономія».
З 1997 року при кафедрі працює Львівське астрономічне товариство чисельністю 35 чоловік, яке об'єднує зусилля науковців та аматорів з метою популяризації астрономічних знань.
Основні напрямки наукової діяльності кафедри:
- Комп'ютерне моделювання перенесення випромінювання в астрофізичних середовищах;
- Моделювання світіння галактик з активним зореутворенням на основі хемодинамічних симуляцій їх еволюції;
- Дослідження білих карликів, нейтронних зір і чорних дір;
- Дослідження внутрішньої будови зір;
- Дослідження фізичних характеристик та хімічного складу газопилових туманностей;
- Екзопланети та планетні системи навколо інших зір;
- Космологія та великомасштабна структура Всесвіту;
- Лазерна локація та фотометрія штучних супутників.

Кафедра — член Української астрономічної асоціації — співпрацює з астрономічними науковими закладами України (Головна астрономічна обсерваторія НАН України, Одеське астрономічне товариство), Польщі та Австрії. Є спільні публікації з зарубіжними вченими, наукове стажування.
Кафедра проводить наукові конференції «Вибрані проблеми астрономії та астрофізики», присвячені пам'яті відомого астрофізика Б. Т. Бабія, у яких беруть участь українські та зарубіжні вчені. Перша конференція відбулася у жовтні 1996 р.

### Кафедра експериментальної фізики
Утворення і початок наукової діяльності кафедри експериментальної фізики припадають на 1872 рік і обумовлені поділом кафедри математичної фізики філософського факультету Львівського університету. Першим завідувачем кафедри став Томаш Станецький, який її очолював до 1891 року. Розбудова кафедри і поява її теперішніх корпусів у 1897 році пов'язані з ім'ям Ігнаці Тшаска-Закшевського, який був її завідувачем з 1892 по 1920 рік.
У становлення і розвиток фундаментальних оптичних і спектральних досліджень на кафедрі вагомий внесок зробили також Маріян Смолуховський, фізик світової слави, який розпочав свою роботу у Львівському університеті у 1898 р., та Станіслав Лорія, який очолював кафедру від 1927 року аж до закриття Львівського університету в 1941 році, викликаного подіями світової війни. Фізик-теоретик С. Лорія розпочав інтенсивні дослідження флуоресценції, розподілу енергії в емісійних спектрах, поглинання світла парами металів.
Відновила свою наукову і педагогічну роботу кафедра в 1944 році з новим завідувачем В. А. Кучером, і відразу, під керівництвом В. С. Міліянчука, започатковує новий напрямок досліджень з атомної спектроскопії, впливу неоднорідних полів на атомні спектри. В 1945 році з кафедри експериментальної фізики виділяється кафедра загальної фізики. У наступні роки, коли кафедру очолювали Д. Д. Лазебник (з 1947 по 1948 рік), О. І. Андрієвський (1948 і 1949 роки), Н. В. Понирко (з 1949 по 1953 рік), продовжується розширення оптико-спектральних досліджень, освоюються нові методики вирощування кристалів (Ф. М. Алемайкін, Б. О. Белікович), відновлюються дифракційні методи дослідження кристалів (В. П. Цвєтков).
У 1953—1962 роках завідувачем кафедри була Л. К. Клімовська. У ці роки найбільш значні наукові здобутки кафедри пов'язані з дослідженнями спектроскопії кристалів (Л. К. Клімовська, В. Н. Вишневський, О. Б. Лискович), фізики напівпровідників (М. В. Пашковський, О. І. Андрієвський), рентгенометалофізики (В. П. Цвєтков, Н. Ф. Кравцова, Я. Й. Дутчак, Я. М. Захарко, О. Г. Миколайчук), електрофізики (Б. М. Палюх, Р. М. Кушнір), астрофізики (М. С. Ейгенсон, С. А. Каплан). Нові напрямки досліджень дали змогу виділити з кафедри експериментальної фізики кафедру фізики твердого тіла, яка згодом (1963–64) ділиться на кафедри: рентгенометалофізики (завідувач Я. Й. Дутчак), фізики твердого тіла (завідувач А. Ю. Глауберман), фізики напівпровідників (завідувач М. В. Пашковський). Утворення нових кафедр дало можливість сконцентрувати зусилля на підготовці студентів оптико-спектральної спеціалізації.
У 1962—1971, 1974—1977 роках кафедру очолював В. Н. Вишневський (1971—1973 — в. о. зав. кафедри Туркевич Василь Васильович). В цей час розпочинаються дослідження з люмінесценції кристалів, ВУФ-спектроскопії. Розгорнуті в 70-х роках О. Г. Влохом дослідження з нелінійної та параметричної оптики привели до відкриття явища електрогірації. У 1977—1996 роках завідувач кафедри — М. О. Романюк. У 1979 році зі співробітників кафедри утворюється нова кафедра — нелінійної оптики (завідувач О. Г. Влох). У ці роки на кафедрі розпочинаються дослідження з спектроскопії нелінійно-оптичних матеріалів, вивчення зонно-енергетичного спектру твердих тіл, кінетики швидкозмінних процесів, інверсії двозаломлення. У 1996—2003 рр. кафедру очолював І. В. Стефанський. З 2003 року завідувачем кафедри є А. С. Волошиновський.
У кадровому відношенні підготовка спеціалістів забезпечується 3 професорами, 6 доцентами; 4 працівниками навчально-допоміжного персоналу та 3 працівниками науково-дослідної частини. Серед них заслужений професор Львівського національного університету, Заслужений діяч науки і техніки України М. О. Романюк та лауреат премії НАН України імені А. Ф. Прихотько, заслужений професор Львівського національного університету Я. О. Довгий, заслужений професор Львівського національного університету А. С. Волошиновський.
Традиційні тісні наукові контакти кафедра підтримує з львівськими науковими та виробничими організаціями, Інститутом фізики НАН України, Київським національним університетом імені Т. Г. Шевченка та з рядом закордонних інституцій в Дарсбері, Оксфорді (Англія), Гамбурзі (Німеччина), Вроцлаві, Познані, Ченстохові (Польща), Ліоні (Франція), Афінах (Греція), Цюриху (Швейцарія), Мінську (Білорусь), Ризі (Латвія), Санкт-Петербурзі (Росія). Загалом, кафедра забезпечує фундаментальну підготовку з оптики кристалів, що дає можливість її вихованцям працювати в сучасних галузях фізики та оптоелектронної і лазерної техніки.
Кафедра експериментальної фізики забезпечує фундаментальну підготовку з оптики кристалів, що дає можливість її вихованцям працювати в сучасних галузях фізики, фізичної, оптоелектронної і лазерної техніки. Серед більше як 1300 випускників кафедри є академіки, близько 40 докторів і понад 200 кандидатів наук, директори шкіл, технікумів, заводів. Серед них: М. С. Бродин, І. А. Климишин, П. Г. Іваницький, Ю. П. Гнатенко, А. О. Борщ, Е. В. Соболєв, К. М. Салькова, І. М. Болеста, А. О. Матковський, Й. Д. Набитович, І. І. Половинко, І. В. Кітик, Мацко М. Г., М. М. Ваків, Б. Г. Мицик, Б. В. Андрієвський, О. Б. Лискович, Я. М. Бондарчук та ін. Випускники і аспіранти кафедри працюють у вузах України, зокрема понад 20 осіб у вузах м. Львова: — у Національному університеті «Львівська політехніка»: доц. Мороз Є. Г., доц. Габа В. М., доц. Віблий І. Ф., доц. Токарівський М. В., доц. Кузик М. П., доц. Романюк М. М., доц. Мороз І. Є., доц. Франів О. В. та ін.; у Львівському аграрному університеті: проф. Мягкота С. В., доц. Костецький О. М., доц. Білий Я. М.; у Львівській державній академії ветеринарної медицини: доц. Тернавська С. В.; у Дрогобицькому національному педагогічному університеті: доц. Станько М. Г.; у вузах Івано-Франківська — близько 10 осіб, серед них проф. Чернов Б. О.; у Національному Лісотехнічному університеті України: доц. Вайданич В. І.
Підготовка кадрів велася через аспірантуру, докторантуру та участь викладачів, співробітників та співшукачів кафедри у науковій роботі. Після відновлення роботи кафедри у 1944 році співробітниками кафедри (аспірантами, співшукачами) захищено 11 докторських дисертацій та 68 кандидатських дисертацій.
У різні роки кафедру очолювали:
1872—1891 — професор Станецький Томаш;
1892—1920 — професор Закшевський Ігнацій;
1920—1926 — професор Негруш Роман;
1927—1941 — професор Лорія Станіслав;
1944—1946 — професор Кучер Володимир Антонович;
1947—1948 — доцент Лазебник Дмитро Данилович;
1948—1949 — професор Андрієвський Олександр Іванович;
1949—1953 — професор Понирко Никандр Владиславович;
1953—1962 — доцент Клімовська Любов Костянтинівна;
1962—1971, 1974—1977 — доцент Вишневський Василь Никанорович;
1971—1973 — доцент Туркевич Василь Васильович;
1977—1996 — професор Романюк Микола Олексійович;
1996—2003 — доцент Стефанський Ігор Васильович;
з липня 2003 — професор Волошиновський Анатолій Степанович.
Сьогодні на кафедрі розвиваються такі основні напрями досліджень:
- Оптика нанорозмірних об'єктів
- Нелінійно-оптичні та фотоелектричні властивості фоторефрактивних кристалів
- Випромінювальна релаксація електронних збуджень у діелектричних кристалах
- Спектральна рефрактометрія сегнетоелектричних кристалів.

### Кафедра загальної фізики
Кафедра загальної фізики створена в 1945 році на базі кафедри експериментальної фізики. На час заснування її основним завданням було викладання фізики студентам природничих спеціальностей університету та забезпечення підготовки студентів-фізиків для викладацької роботи. Упродовж 70–80-х років кафедра загальної фізики була опорною кафедрою фізики для вищих навчальних закладів західного регіону України.
На кафедрі готували фахівців за спеціальністю «фізика» (спеціалізації «фізична електроніка» (1963—2003), «фізика медико-біологічних систем» та «фізична і біомедична електроніка» (1992—2003), «науково-технічна експертиза» (2005—2010)). З 2010 року кафедра готує фахівців за напрямом підготовки «прикладна фізика».
У різні роки кафедру очолювали: доцент С. П. Литвиненко (1945—1959), доцент В. Н. Вишневський (1959—1962), доцент Б. М. Палюх (1962—1974), професор О. Б. Лискович (1974—1996), професор З. В. Стасюк (1996—2003), Після поділу у 2003 році фізичного факультету на факультети електроніки і фізичний, завідувачами кафедри були: доцент Ю. В. Караван (2003), професор В.Д Бондар (2003—2004), доцент Н. В. Пастернак (2004—2005), професор Я. І. Шопа (2005—2015).
З жовтня 2015 року обов'язки завідувача кафедри виконує доц. Т. М. Демків.
Підготовку спеціалістів забезпечують 6 викладачів, кандидатів фізико-математичних наук: доценти Т. М. Демків, О. Т. Антоняк, О. І. Конопельник, Я. М. Чорнодольський та Н. Є. Фтомин, асистент І. С. Новосад. При кафедрі діють міжкафедральна лабораторія загального фізичного практикуму (механіки, молекулярної фізики, електрики, оптики) та комп'ютерної техніки (електрики і магнетизму, основ радіоелектроніки, основи сучасної електроніки).
На кафедрі від моменту її заснування велися наукові дослідження, які у свій час були широко відомі по Україні, а в наш час і в Євросоюзі. Персонал кафедри щорічно бере активну участь у міжнародних наукових конференціях, публікує статті в закордонних та фахових українських виданнях. Викладачі кафедри є авторами 20 патентів України на винаходи та корисні моделі. В 2010 році доцент О. І. Конопельник отримала Грант Президента України для підтримки наукових досліджень молодих науковців. В 2011—2013 роки канд. фіз.-мат. наук І. С. Новосад була стипендіатом Кабінету Міністрів України як молодий вчений.
Основні напрями наукової діяльності працівників кафедри:
- методика викладання фізики в середніх і вищих навчальних закладах;
- спектрально-люмінесцентні дослідження сцинтиляційних матеріалів та люмінофорів, кристалів на основі CdBr2, CdI2, CaI2 і PbI2;
- моделювання кінетичних ефектів у напівпровідниках з непараболічним законом дисперсії та розрахунок електронної енергетичної структури кристалів;
- оптичні і електрофізичні властивості провідних полімерів, спряжених поліаренів, композитних полімерних матеріалів з дисрегованими неорганічними наночастинками;
- високоточна поляриметрія істотно анізотропних кристалів.

Працівники кафедри підтримують тісні наукові контакти з Інститутом сцинтиляційних матеріалів НАН України (м. Харків), НВО “Карат” (м. Львів) та з рядом закордонних інституцій в Гамбурзі (Німеччина), Вроцлаві, Познані, Ченстохові (Польща) та ін.

### Кафедра фізики металів
Кафедра фізики металів заснована у 1963 з ініціативи Я. Й. Дутчака (1933-88). Кафедра була створена під назвою рентгеноструктурного аналізу. Через рік її перейменовано на кафедру рентгенометалофізики, а в 1999 — на кафедру фізики металів.
Кафедру очолювали:
Я. Й. Дутчак (1963—1988), О. Г. Миколайчук (1988—1996), В. Г. Синюшко (1996—1998), П. М. Якібчук (1998—2014), С. І. Мудрий (з 2014)
Викладачі кафедри:
Дутчак Ярослав Йосипович (1963—1988), Миколайчук Олексій Гордійович (з 1963 до цього часу), Синюшко Василь Григорович (з 1973—2005), Якібчук Петро Миколайович (з 1998 до цього часу), Мудрий Степан Іванович (з 1979 до цього часу), Антонюк Роман Андрійович (1968—1972), Волков Олег Володимирович (2001—2014), Гапчин Богдан Матвійович (1969—1994), Гіллер Яків Леопольдович (1963—1972), Єфременко Людмила Олександрівна (1974—1989), Жук Тарас Володимирович(1992—1994), Кавич Йосип Володимирович (1967—1998), Клим Микола Михайлович (1963—2011), Когут Олександр Михайлович (1970—1977), Королишин Андрій Володимирович (з 2000 до цього часу), Куца Ірина Василівна (з 2005 до цього часу), Луцишин Тарас Іванович (2003—2005), Марголич Ігор Іванович (1988—2001), Пацаган Віолета Ростиславвна (2011—2015), Присяжнюк Віктор Іванович (з 2001 до цього часу), Прохоренко Віктор Якович (1966—1985), Стець Ігор Нестерович (1993—2004), Френчко Володимир Степанович (1968—1971), Штаблавий Ігор Іванович (з 2005 до цього часу), Щерба Іван Дмитрович (з 1998 до цього часу), Якимович Андрій Стефанович (2009)
Наукове та навчальне обладнання.
Установки для дослідження структури (ДРОН-3 — 2 штуки, електронний мікроскоп УЭМ-100, растровий електронний мікроскоп РЭМ-200, рентгенівський координаторний детектор РКД-01, мікротвердометри, установки для одержання тонких плівок типу ВУП-5 (5 шт.) і УВН-2М (1 шт.). Сконструйовані унікальні установки, зокрема, рентгенівська камера для дослідження структури розплавів при високих температурах, установка для вимірювання в'язкості металічних розплавів, установка для магнетронного розпилення, автоматизовано рентгенівські дифрактометри ДРОН-3 з комп'ютерним записом дифракційної картини розсіювання рентгенівських променів від кристалів та розплавів. Розроблено та сконструйовано оригінальної конструкції рентгенівський тубус-спектрометр.
За цей час на кафедрі виконано понад 50 держбюджетних і госпдоговірних тем, зокрема, 10 з них — за Постановою Уряду. Госпдоговірні теми виконувалися на замовлення наукових установ та науково-виробничих об'єднань Києва, Москви, Санкт-Петербурга, Баку, Львова та інших. Щорічний обсяг госпдоговірної тематики становив понад 200 тис. крб., обсяг держбюджетної тематики на даний час становить 60 тис. грн. на рік.

Пам'ятна дошка професору Я. Й. Дутчаку

Співробітники кафедри брали участь у роботі більш ніж 100 міжнародних і союзних симпозіумах і конференціях, ними виголошено понад 1000 доповідей. Кафедра була організатором союзних і міжнародних конференцій: «Структура і гальваномагнітні явища в тонких плівках» (Львів, 1973); «Фізика фазових переходів метал-діелектрик» (Львів, 1977); «Властивості малих частинок і острівкових плівок» (Львів, 1980); «Рентгенівська і електронна спектроскопія» (Львів, 1981); «Структура і властивості невпорядкованих систем» (Львів, 1993), ІІ, IV, VI Міжнародні конференції «Фізика невпорядкованих систем» (Львів, 2003, 2008, 2013), присвячені дню народження відомого вченого, Лауреата державної премії України доктора фізико-математичних наук, проф. Я. Й. Дутчака. За ініціативи Ректора Львівського національного університету імені Івана Франка проф. І. О. Вакарчука, під час роботи ІІ Міжнародної конференції «Фізика невпорядкованих систем» на будинку фізичного факультету (вул. Кирила і Мефодія, 8) відкрито пам'ятну дошка проф. Я. Й. Дутчаку, виготовлена за кошти учнів, колег, співробітників фізичного факультету.
В різні роки у науково-дослідній частині працювали такі працівники: В. Т. Артим (1968—1991), Г. С. Байцар (1975—2010), С. О. Вакарчук (1987—1989), В. П. Гальчак (1986—2002), І. С. Дуцяк (1976—1980), С. Р. Ісакова (1974—1990), М. М. Клим (1967—1970), В. І. Ковальчук (1974—1981), В.Козиренко (1086—1987), М. С. Комарницький (1989—1996), М. М. Коренчук (1987—1988), Ю. М. Кричевець (1974—1990), Б. С. Кужель (1973—2014), О. Й. Мельник (1975—1999), З. М. Микитюк (1977—1979), О. А. Павлишенко (1967—1977), І. П. Паздрій (1970—1985), Ю. О. Плевачук (1988–по даний час), В.Поліщук (1990—1998), М. О. Поліщук (1970—1985), В. А. Понімаш (1975—1985), С. В. Прохоренко (1992—1999), Р. Р. Романюк (1992—2000), С. В. Сиротюк (1975—1987), В. М. Склярчук (2002–по даний час), В.Смотрич (1982—1988), Б. І. Соколовський (1981—1987), М. Т. Стадник (1965—1972), В. Г. Тимчук (1976—1983), Ю. М. Третяков (1974—1999), Я. І. Федишин (1970—1974), П. І. Шевчук (1977—1978), В. М. Ямковий (1977—1985), Б. П. Яцишин (1979—1990) та інші.
Випускники кафедри.
Протягом 50 років кафедра підготувала понад 700 випускників спеціалістів з фізики металів та науково-технічної експертизи.
За час існування кафедри захищено 7 докторський та 87 кандидатських дисертації.

### Кафедра фізики твердого тіла
Утворення і початок наукової діяльності кафедри фізики твердого тіла припадають на 1958-64 рр. Тоді кафедру очолював А. Глауберман. Створена заново 2007. Зав. каф. проф. В. Капустяник.
Кафедра забезпечувала підготовку студентів за спеціальностями фізика твердого тіла і фізика металів та читання курсів: фізика твердого тіла, фізика металів, фізика напівпровідників, металознавство, фізика кристалів, ренгеноструктурний аналіз та ін. Кафедра мала навчальні лабораторії з металознавства, вирощування напівпровідникових кристалів, рентгеноструктурного аналізу, фізики розплавів, фізики напівпровідників та ін.
При кафедрі було дві проблемні лабораторії, об'єднані 1961 в Проблемну науково-дослідну лабораторію росту та дослідження фізичних властивостей кристалів. На кафедрі успішно займалися рентгеноструктурними та рентгеноспектральними дослідженнями (Я. Дутчак, Я. Захарко, О. Миколайчук, Й. Кавич, М. Клим), теорією твердого тіла (А. Глауберман, О. Музичук), одержанням та дослідженням напівпровідникових і лужно-галоїдних кристалів (М. Пашковський, О. Лискович, І. Савицький, М. Цаль, Р. Луців та ін.). З 1963 виділено кафедру рентгенометалофізики, а 1964 розділено на кафедри фізики напівпровідників та теорії твердого тіла.
Сьогодні кафедра готує фахівців з фізики невпорядкованих систем та фізики наноструктур. Викладачі кафедри читають курси — ядерна фізика, фізика низьких температур, фізика діелектриків, фізика фероїків, прикладна спектроскопія, програмування та математичне моделювання, фізика напівпровідників, термодинаміка і статистична фізика, мікроскопія нанорозмірних об'єктів, фізика нанорозмірних об'єктів, обчислювальні методи у фізиці твердого тіла, експериментальні методи у фізиці твердого тіла, структура невпорядкованих систем, фазові перетворення у твердому тілі та ін. Кафедра працює на експериментальній базі Науково-технічного і навчального центру низькотемпературних досліджень. Діють навчальні лабораторії з фізики і технології наноструктур, фізики і техніки низьких температур, електронографії, електронної мікроскопії, абсорбційної спектроскопії, фотолюмінесценції, фізики фероїків.
Сучасні напрями наукової діяльності та наукові здобутки:
Фазові переходи в кристалічних фероїках, кристалооптична метрологія, спектроскопія конденсованого стану, фізика і технологія наноструктур, теорія електронних та коливних спектрів кристалічних і аморфних матеріалів, теорія дефектів у топологічно невпорядкованих системах, оптичні властивості і зонно-енергетична структура кристалів і нанорозмірних об'єктів, екзоелектронна емісія, транспорт низькоенергетичних електронів у діелектриках. Співробітниками кафедри опубліковано понад 200 наукових статей, зроблено близько 200 доповідей на конференціях. При кафедрі діє аспірантура за спеціальністю фізика напівпровідників і діелектриків.
Кафедра підтримує наукові зв'язки з Інститутом фізики НАН України (м. Київ), Інститутом фізики конденсованого стану (м. Львів), Інститутом фізики напівпровідників НАНУ (м. Київ), Фізико-технічним інститутом низьких температур НАНУ (м. Харків), Інститутом прикладних проблем механіки і математики НАНУ (м. Львів), НВО «Карат» (м. Львів), Київським, Харківським, Чернівецьким, Ужгородським, Варшавським, Вроцлавським, Мінським університетами, Академією ім. Я. Длугоша (м. Ченстохова, Польща), Університетом м. Анжер (Франція), Університетом м. Каен (Франція), Інститутом ядерних досліджень (Лісабон, Португалія), Інститутом структурних досліджень Університету м. Парми (Італія).

### Кафедра теоретичної фізики
Кафедру теоретичної фізики засновано у 1872 році. До відомих представників наукової школи належать: Маріан Смолуховський, Станіслав Лорія, Леопольд Інфельд, Войцех Рубінович, Василь Міліянчук, Абба Глауберман, Самуїл Каплан, Ігор Юхновський, Михайло Сеньків, Роман Ґайда, Ігор Стасюк, Лаврентій Блажиєвський, Іван Вакарчук, Володимир Ткачук.
Наукова діяльність та досягнення кафедри:
Квантова статистична фізика, фізичні системи в квантованому просторі, суперсиметрія в квантовій механіці і точнорозв'язувані задачі, квантова інформація, квантові системи з масою частинок, залежною від координат, класичні неоднорідні системи потенціальні моделі адронів, історія і філософія науки, міждисципланарні дослідження.
Кафедра є організатором щорічної наукової конференції «Різдвяні дискусії» (січень) та «Квантова інформація» (червень), а також співорганізатором Львівсько-Варшавського семінару «Філософія науки» за угодою між Львівським та Варшавським університетами та Міжнародного семінару з сучасних проблем фізики (Зелена Ґура (Польща), Львів). Має зв'язки з науковцями Польщі, Бельгії, Австрії, Словаччини, Франції, Індії.
У період 2003—2015 рр. працівники кафедри опублікували 240 статей; 4 підручники, 3 посібники та 3 монографії. Повну бібліографію від 1872 року можна переглянути тут.
Досліджено різноманітні фізичні системи у квантованому просторі. Знайдено точно розв'язувані задачі в такому просторі. Для атома водню знайдено поправки до енергетичних рівнів, зумовлені квантуванням простору, та оцінено верхню межу кванта довжини. Досліджено мікроскопічну чорну діру за наявності узагальненого співвідношення невизначеностей з мінімальними довжиною та імпульсом.
Розглянуто квантово-механічні задачі для частинок з масою, залежною від координат. На цей випадок узагальнено метод факторизації для знаходження точних розв'язків стаціонарного рівняння Шредингера. Розв'язано проблему впорядкування маси оператора імпульсу в кінетичній енергії.
Дослідження в області квантової інформації, які проводять на кафедрі, стосуються квантової брахістохрони для спінових систем. Запропоновано спосіб побудови квантових логічних елементів на основі двох спінів, які можна реалізувати на експерименті.
Запропоновано квантово-статистичний опис взаємодіючих бозе-систем в широкотемпературній області. Розраховані за допомогою цього підходу термодинамічні і структурні функції рідкого гелію-4 добре узгоджуються з відповідними експериментальними даними.
Запропоновано нові підходи до розрахунку спектрів елементарних збуджень бозонних систем. Уведено нові моделі дробових статистик для опису еніонів та слабковзаємодіючих бозе-систем.
В межах міждисциплінарних досліджень отримано низку нових результатів у задачі про розбиття натуральних чисел, зокрема щодо обмежених плоских розбиттів. На підставі аналогії між розподілом Бозе та рангово-частотними розподілами запропоновано новий підхід до класифікації складних систем.

## Лабораторії
У розпорядженні фізичного факультету є чотири наукові лабораторії:
- Комп'ютерної техніки (кафедра загальної фізики)
- Міжкафедральна лабораторія практикуму з загальної фізики (кафедра загальної фізики)
- Прикладної спектроскопії (кафедра експериментальної фізики)
- Ядерної фізики (кафедра фізики твердого тіла)

## Журнал фізичних досліджень

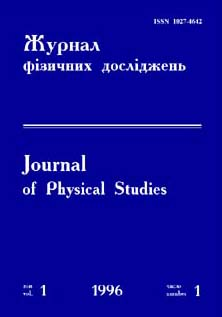
Обкладинка Журналу фізичних досліджень

На факультеті видається «Журнал фізичних досліджень» заснований 1994 року Львівським національним університетом імені Івана Франка та Західноукраїнським фізичним товариством. Головним редактором є Іван Вакарчук.
Тематика Журналу фізичних досліджень охоплює різні розділи фізики, в тому числі:
- фізику конденсованих середовищ,
- ядерну фізику,
- атомну і молекулярну фізику,
- теорію поля і фізику елементарних частинок,
- астрофізику,
- фізику плазми,
- міждисциплінарну фізику та суміжні ділянки науки і техніки.

Журнал фізичних досліджень публікує оглядові та дослідницькі роботи, присвячені цій тематиці (але не обмежені лише нею). Статті друкуються українською або англійською мовами.
Редакція журналу знаходиться на вулиці Драгоманова 12, в будівлі кафедри теоретичної фізики.

## Дні науки на фізичному факультеті
На фізичному факультеті у 2015 році започаткували науково популярний-проект «Дні науки на фізичному факультеті ЛНУ». У рамках цього проекту викладачі факультету, для усіх бажаючих, проводять лекції та демонстрації на різні фізичні теми, а також знайомлять з факультетом та дослідженнями, якими займаються науковці фізичного факультету.
Станом на травень 2020 року відбулося вже 18 таких зустрічей:
- 04 жовтня 2015 року проводився ДЕНЬ СВІТЛА
- 22 листопада 2015 року проводився ДЕНЬ АСТРОНОМІЇ
- 06 грудня 2015 року відбулася ПОДОРОЖ У СВІТ АТОМІВ І МОЛЕКУЛ
- 27 лютого 2016 року відбулася ПОДОРОЖ ВІД НАНОСВІТУ ДО КОСМОСУ
- 27 березня 2016 року учні дізналися про ШЛЯХ ДО СУЧАСНОГО СВІТУ ЕЛЕКТРИКИ
- 17 квітня 2016 року учні дізналися про ДИВОВИЖНЕ ПОРУЧ
- 15 червня 2016 року відбулася подорож у СВІТ ФІЗИКИ ЯКИЙ ТИ ПОЛЮБИШ
- 06 листопада 2016 року відбулася подорож у ЗАГАДКОВМЙ СВІТ МОЛЕКУЛ
- 27 листопада 2016 року учні відчули всі БАРВИ СВІТЛА
- 11 грудня 2016 року учні поринули у світ КРІОТЕХНОЛОГІЙ
- 26 лютого 2017 року відбулася мандрівка до СВІТУ ЕЛЕКТРИКИ
- 23 квітня 2017 року учні довідалися про ФІЗИЧНІ ЦІКАВИНКИ
- 17 грудня 2017 року відбувся черговий навчально пізнавальний захід ДЕНЬ НАУКИ
- 25 лютого 2018 року відбувся черговий навчально пізнавальний захід ДЕНЬ НАУКИ
- 22 квітня 2018 року відбувся черговий навчально пізнавальний захід ДЕНЬ НАУКИ
- 15 грудня 2018 року відбувся черговий навчально-пізнавальний захід МОЛЕКУЛИ ТА ФОТОНИ У ФІЗИЧНИХ ЕКСПЕРИМЕНТАХ
- 02 березня 2019 року відбувся черговий навчально-пізнавальний захід СВІТ ЕЛЕКТРИКИ. КРІО- ТА НАНОТЕХНОЛОГІЇ
- 08 травня 2019 року відбувся черговий навчально-пізнавальний захід ФІЗИКА МІКРО- ТА МАКРОСВІТУ. ВІРТУАЛЬНА ОБСЕРВАТОРІЯ

## Відомі викладачі

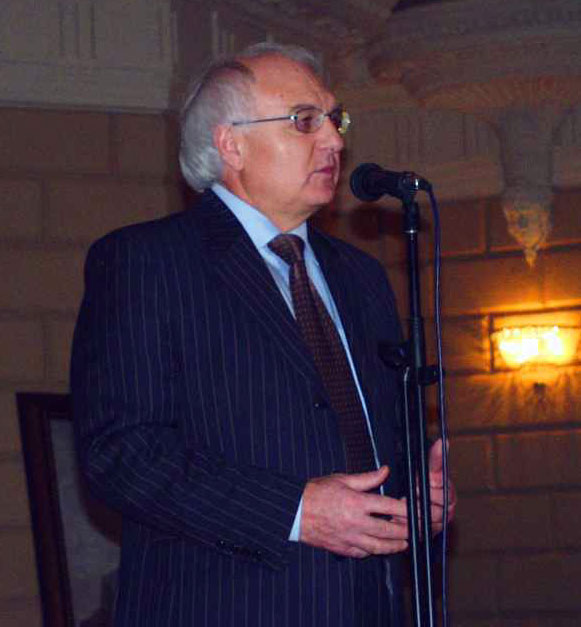
Іван Вакарчук

- Вакарчук Іван Олександрович — випускник факультету (1965—1970 роки), з 1984 року професор кафедри теоретичної фізики фізичного факультету Львівського державного університету ім. І.Франка. Відомий український фізик, політик і громадський діяч, міністр освіти і науки України (2007–2010). Протягом 1990–2007 і з 2010 — ректор Львівського національного університету імені Івана Франка. Доктор фізико-математичних наук (1980). Герой України (2007). Заслужений діяч науки і техніки України.
- Дутчак Ярослав Йосипович (*14 жовтня 1933 — †8 лютого 1988) — ініціатор створення на факультеті в 1963 році кафедри рентгеноструктурного аналізу і фізики металів, перейменованої через рік в кафедру рентгенометалофізики. З моменту її створення й аж до своєї смерті був завідувачем цієї кафедри.[2]
- Синицький Лев Аронович (*12 серпня 1924 — †11 жовтня 2009) — з 1964 року і до останніх днів свого життя викладач кафедри теоретичних основ електрорадіотехніки (ТОЕР) фізичного факультету вузу (тепер кафедра радіофізики та комп'ютерних технологій факультету електроніки), де він працював спочатку доцентом, а потім професором. Одинадцять років, з 1981-го по 1991-й, Синицький був завідувачем цієї кафедри.[3][4][5]
- Стасюк Ігор Васильович — український фізик-теоретик, член-кореспондент Національної академії наук України (1995), доктор фізико-математичних наук (1985), професор, поєднував викладацьку і дослідницьку роботу на кафедрах теоретичної фізики й теорії твердого тіла.

## Відомі випускники
- Вакарчук Святослав Іванович — український музикант, вокаліст, лідер рок-гурту «Океан Ельзи», композитор, громадський діяч. Заслужений артист України[6], народний депутат України 6-го скликання (від 2007 до 2008). Кандидат фізико-математичних наук (2009).
- Дзюб Іван Петрович (випуск 1956 року) — український фізик-теоретик, перекладач, дипломат. Доктор фізико-математичних наук (1978). Член Національної спілки письменників України. Перший голова Вищої атестаційної комісії України (1992—1996). Лауреат Державної премії УРСР у галузі науки і техніки за 1990 рік та премії ім. Максима Рильського (2005) за переклади з японської.
- Коліушко Ігор Борисович (1982—1989 роки з перервою на час служби в Радянській армії) — український політик і науковець. Засновник та голова правління Центру політико-правових реформ, Народний депутат України 2-го та 3-го скликання, радник Президента України (2005—2006).
- Назарчук Зіновій Теодорович (1974 з відзнакою) — голова Західного наукового центру Національної академії наук України, заступник директора Фізико-механічний інститут ім. Г.В.Карпенка (ФМІ) Національної Академії наук України, академік Національної академії наук України.